# Memari
Memari là một thành phố và khu đô thị của quận Barddhaman thuộc bang Tây Bengal, Ấn Độ.

## Địa lý
Memari có vị trí 23°12′B 88°07′Đ / 23,2°B 88,12°Đ Nó có độ cao trung bình là 25 mét (82 feet).

## Nhân khẩu
Theo điều tra dân số năm 2001 của Ấn Độ, Memari có dân số 36.191 người. Phái nam chiếm 52% tổng số dân và phái nữ chiếm 48%. Memari có tỷ lệ 69% biết đọc biết viết, cao hơn tỷ lệ trung bình toàn quốc là 59,5%: tỷ lệ cho phái nam là 75%, và tỷ lệ cho phái nữ là 63%. Tại Memari, 11% dân số nhỏ hơn 6 tuổi.